# Carnosaur (novela)
Carnosaur es una novela de terror publicada en 1984 por el autor australiano John Brosnan bajo el seudónimo de Harry Adam Knight. Fue adaptada al cine en 1993 con el mismo título y tuvo 2 secuelas, las cuales por desgracia fueron las 3 juntas rotundos fracasos. 
La obra comparte muchas similitudes con la novela Parque Jurásico de Michael Crichton, si bien esta última fue publicada seis años después de Carnosaur. Según algunos dicen,  es que Crichton se basó en la novela de Brosnan para hacer su novela tan conocida. Admitió que le gustó la escena de la adaptación cinematográfica de la novela de Crichton en la que los Velociraptores persiguen y atacan a los protagonistas en el centro de visitantes principal de Jurassic park durante el acto final, ya que tenía similitudes directas con un incidente presentado en Carnosaur . 

## Argumento
La historia se desarrolla en Cambridgeshire, una villa rural de Inglaterra. Una noche, un gallinero es atacado por una extraña y voraz criatura que además mata al granjero y a su mujer. Entre la gente corre el rumor de que el ataque fue causado por un tigre de Siberia que se habría escapado del zoológico del excéntrico Lord Penward. Un periodista de nombre Pascal empieza a trabajar en el caso, sin embargo, al llegar a la escena del crimen se da cuenta de que el personal de Penward ya ha limpiado todo sin dejar rastro. Días más tarde la criatura vuelve a atacar, esta vez en un establo en donde mata a un caballo, al guardián y su hija dejando vivo solamente a un niño de 8 años. Cuando Pascal llega al lugar, nuevamente los hombres de Penward se han encargado de todo y no logra ver al animal que ellos se llevan con ellos en un helicóptero. Sin embargo Pascal logra hablar con el niño y para su sorpresa el niño le confiesa que la criatura no era ningún tigre sino un dinosaurio.
Pascal intenta en vano conseguir una entrevista con la gente de Penward pero al no tener éxito, decide empezar a frecuentar a la ninfómana esposa de Lord Penward, y es así como Pascal logra ingresar a la mansión. Tras haber descubierto el extraño zoológico, descubre que además tienen dinosaurios, pero entonces es capturado por los hombres de Penward que le dan un tour por el zoológico. Entre las criaturas que encuentra están los dinosaurios que escaparon del zoológico, el Deinonychus antirrhopus, también un Megalosaurus bucklandii y un Tarbosaurus baatar. Es entonces cuando Lord Penward le explica que clonó a partir del ADN encontrado en fósiles y después utilizó ADN de los pollos para darle vida las criaturas. También confiesa que su intención es liberar a los dinosaurios en diferentes regiones del mundo para que los dinosaurios se reproduzcan y pueblen la tierra una vez más. Luego Pascal es encerrado, pero es rescatado por lady Penward a quien le promete que vivirán juntos y harán una nueva vida. 
Cuando están a punto de salir, Pascal se da cuenta de que Jenny, un interés amoroso de él, ha sido capturada y entonces decide traicionar a Lady Penward y ayudar a Jenny. Furiosa por lo sucedido Lady Penward decide liberar a los dinosaurios que terminan generando caos por todo la villa. Irónicamente Lord Penward es atacado por un toro que lo deja gravemente herido. 
En medio de toda la confusión Pascal y Jenny logran escapar y empiezan a alertar a las autoridades, pero nadie les cree hasta que empiezan a recibir reportes de ataques de dinosaurios por toda la villa. Entre ellos, un ataque a un crucero por un Plesiosauria, un miembro del parlamento es atacado por un Dilophosaurus wetherilli y el Tarbosaurus baatar destruye un pub y luego se mete en los jardines de las casas de la villa. Ante esta situación se acude al ejército británico quienes matan a casi todos los dinosaurios. Al día siguiente Pascal visita a Jenny solo para encontrarla gravemente herida a causa del Deinonychus, al que Pascal mata con un tridente. Al final Lord Penward, moribundo, manda encerrar a su esposa en un granja donde es devorada viva por dos Tyrannosaurus rex, que quedan vivos al igual que un Brachiosaurus bebé.

## Especies prehistóricas presentes en la novela
- Deinonychus antirrhopus.
- Megalosaurus bucklandii.
- Plesiosauria (Tal vez Elasmosaurus platyurus)
- Tarbosaurus baatar.
- Dilophosaurus wetherilli.
- Brachiosaurus altithorax.
- Scolosaurus cutleri.
- Altispinax dunkei.
- Tyrannosaurus rex.